# Nouhuysia elaeocarpoides
Nouhuysia elaeocarpoides är en tvåhjärtbladig växtart som först beskrevs av Ernest Friedrich Gilg och Schlechter, och fick sitt nu gällande namn av Van Steenis och Hatusima. Nouhuysia elaeocarpoides ingår i släktet Nouhuysia och familjen Calophyllaceae. Inga underarter finns listade i Catalogue of Life.